# 南京斯頓
南京斯頓（South Kingstown）是美國羅德島州華盛頓縣的縣治，以議會-經理制政府運作，北方比鄰埃克塞特、北京斯頓，東方是納拉甘西特，西方則是里奇蒙以及查爾斯頓。南方14公里處是布洛克島。